# Pseudocoremia rudiata
Pseudocoremia rudiata är en fjärilsart som beskrevs av Edward Meyrick 1890. Pseudocoremia rudiata ingår i släktet Pseudocoremia och familjen mätare. Inga underarter finns listade i Catalogue of Life.